# Waggonfabrik frères Gastell

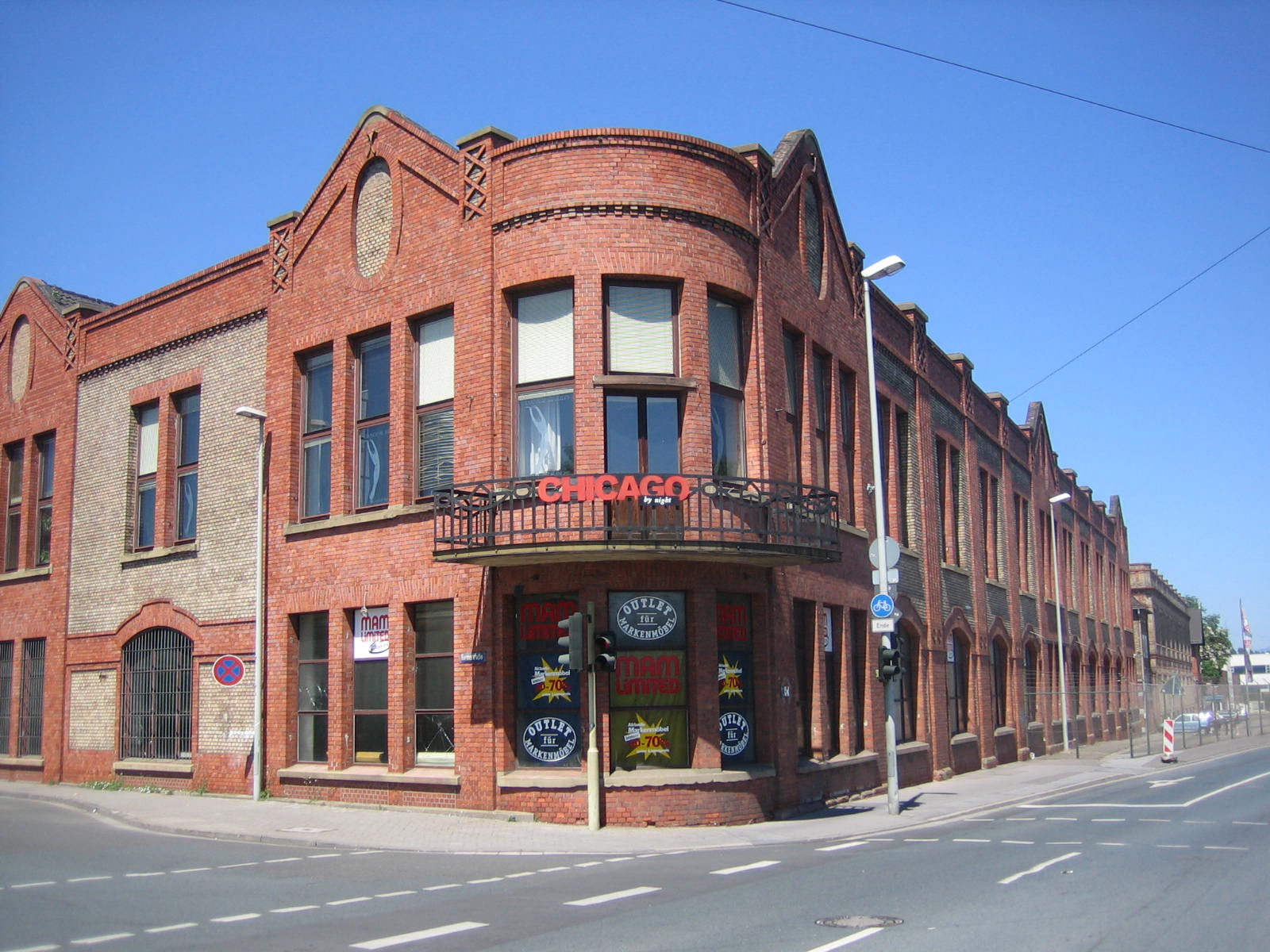
Balcon impérial à la fabrication de chaises de frères Gastell

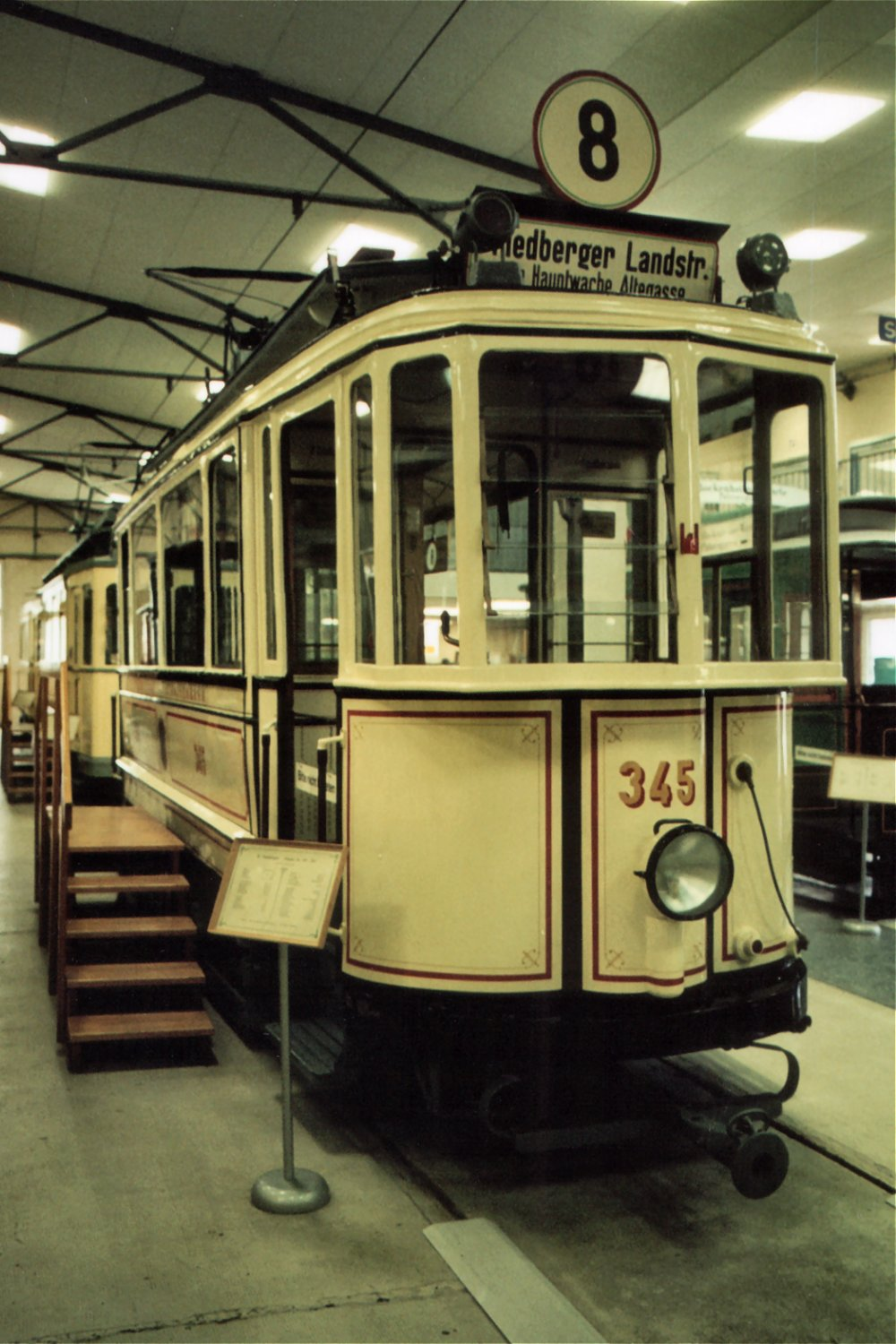

Waggonfabrik frères Gastell, parfois appelée Magirus, était un constructeur ferroviaire situé à Mainz-Mombach, en Allemagne. L'entreprise est rachetée par le groupe Westwaggon (1928), puis par Magirus-Deutz (1955) pour être intégrée dans l'entreprise IVECO en 1975.

## Historique
L'entreprise est fondée en 1845 par Otto Gastell. Cette usine de Waggon est donc plus ancienne que la première liaison ferroviaire de Mayence . Lorsque Otto Gastell se retire de l'affaire en avril 1877, son fils Albert Gastell en reprend la gestion. Par la suite, ses trois fils, Joseph Gastell, Franz Gastell et le Dr Otto Gastell reprendront le flambeau.

## Productions
Le Waggonfabrik produit depuis  1994.

## Halte
La halte « Waggonfabrik » à Mombach construit pour 3 500 voyageurs par jour, est un point d'arrêt dépourvu de bâtiment voyageurs et de présence permanente de personnel ; il est nommé en référence à l'usine.